# Call / I4U
Singles de AAA
No cry No more
(2011) Charge ▶ Go! / Lights
(2011)
Call / I4U est le 29esingle du groupe AAA sorti sous le label Avex Trax le 31 août 2011 au Japon. Il arrive 5e à l'Oricon. Il se vend à 35 451 exemplaires la première semaine et reste classé 8 semaines pour un total de 42 320 exemplaires vendus. Il sort en format CD, CD Type C, CD+DVD Type A, CD+DVD Type B, et CD mu-mo A ver. et CD mu-mo B ver.
I4U a été utilisé comme thème pour le film d'animation Prince Of Tennis: Castle Battle The British.

## Liste des titres
| 1. | Call                |  |
| 2. | I4U                 |  |
| 3. | Call (Instrumental) |  |
| 4. | I4U (Instrumental)  |  |

| 1. | Call (Music Clip)               |  |
| 2. | Call (Music Clip Making part.1) |  |

| 1. | Call (Music Clip Making part.2) |  |
| 2. | E~Panda?! (え～パンダ?!)        |  |

| 1. | Call                          |  |
| 2. | I4U                           |  |
| 3. | Crazy Gonna Crazy (2011 Ver.) |  |
| 4. | Call (Instrumental)           |  |
| 5. | I4U (Instrumental)            |  |

| 1. | Call                                        |  |
| 2. | I4U                                         |  |
| 3. | Think about AAA 5th Anniversary ~season 10~ |  |

| 1. | Call                                        |  |
| 2. | I4U                                         |  |
| 3. | Think about AAA 5th Anniversary ~season 11~ |  |